# Землелаз білогорлий
Землелаз білогорлий (Upucerthia albigula) — вид горобцеподібних птахів родини горнерових (Furnariidae). Мешкає в Перу і Чилі.

## Поширення і екологія
Білогорлі землелази мешкають на західних схилах Анд на південному заході Перу (на південь від Аякучо) та на півночі Чилі (Аріка, Тарапака). Вони живуть у високогірних сухих чагарникових заростях, на полях і пасовищах. Зустрічаються на висоті від 2300 до 3900 м над рівнем моря.